# UTMB World Series 2022
Navigation
2023
L'UTMB World Series 2022 est la première édition de l'UTMB World Series, compétition internationale d'ultra-trail regroupant une vingtaine de courses en Europe, Asie, Océanie et Amérique.
Elle succède au circuit mondial Ultra-trail World Tour qui a connu sa dernière édition en 2021.

## Programme
| Nom de la course                         | Pays        | Date            | 20K | 50K | 100K | 100M |        |
| ---------------------------------------- | ----------- | --------------- | --- | --- | ---- | ---- | ------ |
| Istria 100 by UTMB                       | Croatie     | 7-10 avril      | ●   | ●●  |      | ●●   | Event  |
| Canyons Endurance Runs by UTMB           | États-Unis  | 23 avril        | ●   | ●   | ●    |      | Event  |
| Ultra-Trail Australia by UTMB            | Australie   | 12-15 mai       | ●   | ●   | ●    |      | Event  |
| Trail du Saint-Jacques by UTMB           | France      | 11 juin         | ●   | ●   | ●    | ●    | Event  |
| Mozart 100 by UTMB                       | Autriche    | 18 juin         | ●●  | ●   | ●●   |      | Event  |
| La Sportiva Lavaredo Ultra Trail by UTMB | Italie      | 23-26 juin      | ●   | ●   | ●    | ●    | Event  |
| Trail 100 Andorra by UTMB                | Andorre     | 24-26 juin      | ●   | ●   |      | ●    | Event  |
| Western States 100-Mile Endurance Run    | États-Unis  | 25-26 juin      |     |     |      | ●    | Event  |
| Ultra-Trail Snowdonia by UTMB            | Royaume-Uni | 1-3 juillet     |     | ●   | ●    | ●    | Event  |
| Restonica Trail by UTMB                  | France      | 7-9 juillet     | ●   | ●   | ●    | ●    | Event  |
| Val d'Aran by UTMB                       | Espagne     | 7-10 juillet    | ●   | ●   | ●    | ●    | Major  |
| Trail Verbier Saint-Bernard by UTMB      | Suisse      | 8-10 juillet    | ●   | ●   | ●    | ●    | Event  |
| Eiger Ultra Trail by UTMB                | Suisse      | 15-17 juillet   | ●   | ●●  | ●    | ●    | Event  |
| Speedgoat Mountain Races by UTMB         | États-Unis  | 22-23 juillet   |     | ●   | ●    |      | Event  |
| Ultra-Trail du Mont-Blanc                | France      | 22-28 août      |     | ●   | ●    | ●    | Finals |
| Wildstrubel by UTMB                      | Suisse      | 8-11 septembre  | ●   | ●   | ●    |      | Event  |
| Julian Alps Trail Run by UTMB            | Slovénie    | 16-18 septembre | ●   | ●●  | ●    | ●    | Event  |
| Nice Côte d’Azur by UTMB                 | France      | 22-25 septembre | ●   | ●   | ●    | ●    | Event  |
| Transvulcania by UTMB                    | Espagne     | 20-23 octobre   |     |     |      |      | Event  |
| Puerto Vallarta Mexico by UTMB           | Mexique     | 28-30 octobre   | ●   | ●   | ●    | ●    | Event  |
| TransLantau by UTMB                      | Hong-Kong   | 4-6 novembre    |     | ●   | ●    | ●    | Major  |
| Kullamannen by UTMB                      | Suède       | 4-6 novembre    |     |     |      |      | Event  |
| Thailand by UTMB                         | Thailande   | 10-13 décembre  | ●   | ●   | ●    | ●    | Event  |
| Ultra-Trail Koscuisko                    | Australie   | 15-18 décembre  | ●   | ●   | ●    | ●    | Event  |
| Panda Trail by UTMB                      | Chine       |                 | ●   | ●   | ●    | ●    | Event  |

Tarawera Ultramarathon by UTMB (NZ) et Gaoligong by UTMB (Chine) annulés en 2022.

## Classements finaux
Avec l'avènement de la compétition UTMB World Series, les finales de cette compétitions se font sur 3 courses : La Orsières-Champex-Chamonix (OCC), la Courmayeur-Champex-Chamonix (CCC) et l'Ultra-Trail du Mont Blanc (UTMB).

### UTMB (Ultra-Trail du Mont-Blanc)

#### Hommes
| Classement | Coureur                | Temps    |
| ---------- | ---------------------- | -------- |
| Vainqueur  | Kílian Jornet          | 19:49:30 |
| 2e         | Mathieu Blanchard      | 19:54:50 |
| 3e         | Tom Evans              | 20:34:35 |
| 4e         | Jim Walmsley           | 21:12:12 |
| 5e         | Zach Miller            | 21:27:50 |
| 6e         | Benat Marmissolle      | 21:28:14 |
| 7e         | Arthur Joyeux-Bouillon | 21:35:45 |
| 8e         | Jonas Russi            | 21:46:16 |
| 9e         | Robert Hajnal          | 22:07:58 |
| 10e        | Thibaut Garrivier      | 22:09:19 |

#### Femmes
| Classement | Coureur           | Temps    |
| ---------- | ----------------- | -------- |
| Vainqueur  | Katie Schide      | 23:15:12 |
| 2e         | Marianne Hogan    | 24:31:22 |
| 3e         | Kaytlyn Gerbin    | 25:07:44 |
| 4e         | Jocelyne Pauly    | 26:13:58 |
| 5e         | Eszter Csillag    | 26:32:39 |
| 6e         | Emily Hawgood     | 26:37:08 |
| 7e         | Fuzhao Xiang      | 27:14:21 |
| 8e         | Aroa Sio Seijo    | 27:17:49 |
| 9e         | Francesca Pretto  | 27:31:46 |
| 10e        | Eva-Maria Sperger | 28:15:29 |

### CCC (Courmayeur-Champex-Chamonix)

#### Hommes
| Classement | Coureur               | Temps    |
| ---------- | --------------------- | -------- |
| Vainqueur  | Petter Engdahl        | 9:53:02  |
| 2e         | Jonathan Albon        | 10:16:26 |
| 3e         | Andreas Reiterer      | 10:23:16 |
| 4e         | Jiasheng Shen         | 10:29:20 |
| 5e         | Peter Fraňo           | 10:35:03 |
| 6e         | Andreu Simon Aymerich | 10:40:33 |
| 7e         | Jean-Philippe Tschumi | 10:46:45 |
| 8e         | Raul Butaci           | 10:47:31 |
| 9e         | Aritz Egea Caceres    | 10:56:32 |
| 10e        | Baptiste Chassagne    | 10:59:55 |

#### Femmes
| Classement | Coureur             | Temps    |
| ---------- | ------------------- | -------- |
| Vainqueur  | Blandine L’Hirondel | 11:40:55 |
| 2e         | Sunmaya Budha       | 11:45:44 |
| 3e         | Abby Hall           | 12:12:56 |
| 4e         | Jazmine Lowther     | 12:19:55 |
| 5e         | Rosanna Buchauer    | 12:24:25 |
| 6e         | Henriette Albon     | 12:35:12 |
| 7e         | Erin Clark          | 12:40:37 |
| 8e         | Megan Mackenzie     | 12:40:50 |
| 9e         | Taylor Nowlin       | 12:53:16 |
| 10e        | Johanna Antila      | 13:00:00 |

### OCC (Orsières-Champex-Chamonix)

#### Hommes
| Classement | Coureur          | Temps |
| ---------- | ---------------- | ----- |
| Vainqueur  | Manuel Merillas  | 5:18  |
| 2e         | Antonio Martínez | 5:21  |
| 3e         | Robbie Simpson   | 5:24  |
| 4e         | Arnaud Bonin     | 5:29  |
| 5e         | Nicolas Martin   | 5:31  |
| 6e         | Antoine Thiriat  | 5:36  |
| 7e         | Martin Dematteis | 5:42  |
| 8e         | Leonard Mitrica  | 5:42  |
| 9e         | Andreas Rieder   | 5:49  |

#### Femmes
| Classement | Coureur          | Temps |
| ---------- | ---------------- | ----- |
| Vainqueur  | Sheila Avilés    | 6:10  |
| 2e         | Núria Gil        | 6:16  |
| 3e         | Dani Moreno      | 6:17  |
| 4e         | Kimber Mattox    | 6:22  |
| 5e         | Toni McCann      | 6:24  |
| 6e         | Allie McLaughlin | 6:28  |
| 7e         | Esther Eustache  | 6:33  |
| 8e         | Eleanor Davis    | 6:34  |
| 9e         | Mireia Pons      | 6:35  |
| 10e        | Lina El Kott     | 6:43  |